# Rödelsburg
Die Rödelsburg, auch Regelsburg oder Rottelsburg genannt, ist eine abgegangene Höhenburg auf einer bewaldeten 773,2 m ü. NHN hohen Anhöhe in der Gemeinde Ehrenkirchen im Landkreis Breisgau-Hochschwarzwald in Baden-Württemberg.
Die Rödelsburg wird einerseits mit dem Bergbau in Zusammenhang gebracht, andererseits als vermutlich frühmittelalterliche, nur aus Holz erbaute Burg beschrieben.
Von der ehemaligen Burganlage sind eine Art Ringwall mit Graben und eine Treppe erhalten sowie Trockenmauerwerk.

## Literatur

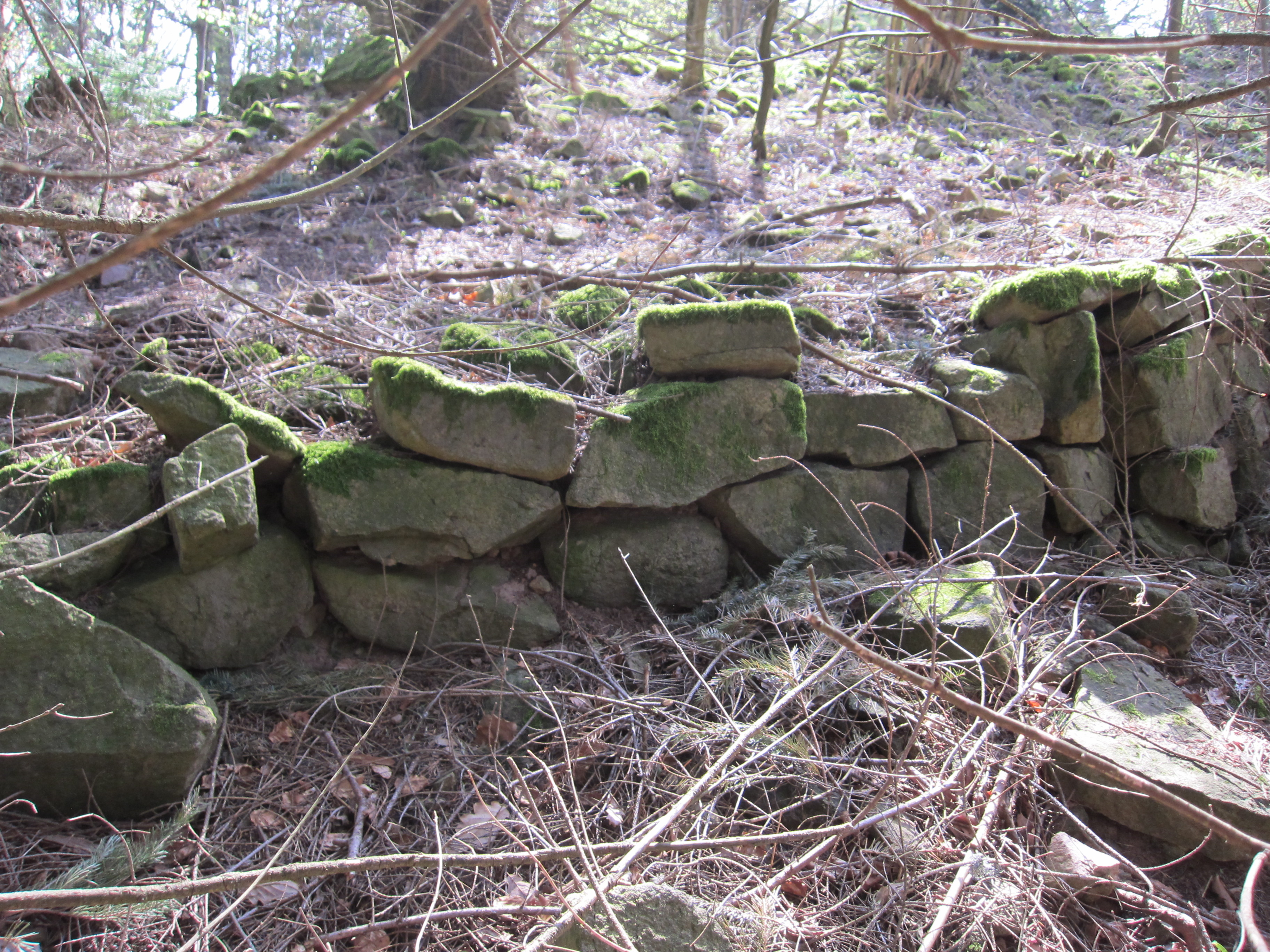
Trockenmauer